# بوب سورا
بوب سورا (بالإنجليزية: Bob Sura)‏ مواليد 25 مارس 1973 في ويلكس بار، هو لاعب كرة سلة أمريكي سابق بدأ مسيرته الاحترافية في سنة 1995. تم اختياره من قبل فريق كليفلاند كافالييرز خلال الدرافت. اعتزل اللعب في 2005. أحرز خلال مسيرته في الإن بي إيه 5654 نقطة بمعدل 8.6 نقاط في المباراة الواحدة.

## المسيرة الاحترافية
لعب مع كليفلاند كافالييرز من سنة 1995 إلى 2000، ثم لعب مع غولدن ستايت ووريورز من سنة 2000 إلى 2003، ثم لعب مع ديترويت بيستونز في موسم 2003–2004، ثم لعب مع أتلانتا هوكس في سنة 2004، ثم لعب مع هيوستن روكتس في موسم 2004–2005.

## روابط خارجية
- بوب سورا على موقع إن بي أي (الإنجليزية)
- بوب سورا على موقع سبورتس رفرنس (الإنجليزية)
- بوب سورا على موقع كرة السلة الأوروبية.كوم (الإنجليزية)
- بوب سورا على موقع كلية كرة السلة في سبورتس رفرنس.كوم (الإنجليزية)
- بوب سورا على موقع ريلجم (الإنجليزية)
- بوب سورا على موقع بروبوليرز (الإنجليزية)